# Благотин
Благотин је неолитско налазиште у селу Пољна, општина Трстеник. Ово налазиште се налази под заштитом Завода за заштиту споменика.
Благотин је значајан археолошки локалитет на коме је откривено ранонеолитско насеље површине од преко 2 хектара. Основали су га припадници старчевачке културе, односно њене најстарије фазе-протостарчево, крајем VII и почетком VI миленијума п. н. е.
Иако је на Благотину истражен само део насеља, покретни археолошки налази који сведоче о начину живота и друштвеној и економској организацији насеља, својом бројношћу и разноврсношћу сврставају га у ред најбогатијих и најзначајнијих неолитских налазишта на територији Србије. Становници Благотина су се бавили сточарством и земљорадњом, о чему, између осталог сведоче и керамичка зрна пшенице пронађена на локалитету. О планској организацији насеља сведочи симболична представа насеља откривена на полеђини зрна. Као доказ постојања духовне културе пронађене су фигуре венере – стилизоване женске фигуре које представљају симбол плодности и рађања.

## Налазиште Благотин
У ближој околини Трстеника, до сада, нису пронађени трагови људских насеобина из старијег каменог доба, али је откривено неколико налазишта неолитске културе. Најзначајнија неолитска налазишта су у селу Пољни, на падинама Благотина (6. миленијум пре н.е.) и у пољу крај Риљачке реке, у селу Страгари (5. миленијум пре н.е.).
Археолошко налазиште Благотин се налази испод истоименог брда у трстеничком селу Пољна. Ископавања су показала да је ово место било насељено још у раном неолиту (7. миленијум пре н.е.), а да се континуитет насеља одржао током неолита, раног бронзаног и гвозденог доба. Становници Благотина из ранонеолитског периода насеље су градили плански о чему сведоче извршена истраживања. Откривених седам полуземуница је груписано око централног трга. У самој средини трга се налазио објекат означен као светилиште јер је у њему пронађен велики број култних предмета. Између осталог, ту су пронађене и две велике фигуре за које се претпоставља да представљају богињу плодности и богињу земље. Фигуре су великих димензија (око 30 cm) и представљају изузетан налаз с обзиром на то да је права реткост да се на једном месту пронађу чак две богиње тако великих димензија.
- Богиња плодности, in city, пронађена приликом ископавања праисторијског локалитета Благотин од стране групе археолога-истраживача коју је предводио др Светозар Станковић Нани
- Богиња плодности, in city, пронађена приликом ископавања праисторијског локалитета Благотин од стране групе археолога-истраживача коју је предводио др Светозар Станковић Нани
- Сонда, неолитско налазиште Благотин, у којој су пронађене благотинске венере (богиње плодности)
- Богиња плодности, in city, пронађена приликом ископавања праисторијског локалитета Благотин од стране групе археолога-истраживача коју је предводио др Светозар Станковић Нани
- Богиња плодности, in city, пронађена приликом ископавања праисторијског локалитета Благотин од стране групе археолога-истраживача коју је предводио др Светозар Станковић Нани
- Благотинска богиња плодности пронађена приликом ископавања археолошког налазишта Благотин
- Неолитска керамичка посуда пронађена приликом ископавања археолошког налазишта Благотин
- Неолитска керамичка посуда пронађена приликом ископавања археолошког налазишта Благотин
- Богиња плодности пронађена приликом ископавања археолошког налазишта Благотин
- Неолитске антропоморфне фигурине из Благотина пронађена приликом ископавања археолошког налазишта Благотин
- Неолитски накит са Благотина пронађен приликом ископавања археолошког налазишта Благотин
- Светозар Нани Станковић, вођа археолошких ископавања на неолитском налазишту у Благотину
- Неолитски амулети из Благотина пронађени приликом ископавања археолошког налазишта Благотин
- Коштана шила пронађена приликом ископавања археолошког налазишта Благотин

Неолитски становници Благотина су се бавили земљорадњом и сточарством о чему сведоче пронађене кости домаћих животиња, посуде за чување житарица и керамички модели, зрна пшенице која су такође пронађена у објекту означеном као светилиште. Међу моделима зрна пшенице се посебно издваја зрно на чијој је полеђини урезана симболичка представа. Мишљења о значењу ове симболичке представе се разилазе. Светозар Станковић сматра да наведена симболичка представа представља – план насеља Благотин, док Emilia Masson истиче да представља сцену космичког типа – Сунце, Месец и планету Земљу.
Мада је Благотин био насељен и у каснијим периодима (о чему сведоче спорадични налази касно античког новца и средњовековне керамике), ова нова насеља нису успела да поврате пређашњи значај неолитске метрополе.

## Експериментална археологија
Током 2014. године у трстеничком Музеју изведен је пројекат експерименталне археологије "Израда реплика фигурина са археолошког локалитета Благотин". Пројекат су реализовали: Ана Ђуричић (докторанд на катедри за археологију), Јелена Вукчевић (кустос Музеја у Трстенику), Стеван Ђуричић(Археолошка збирка, Филозофски факултет, Београд), Нада Маринковић (Стручни сарадник на пројекту), Саша Живановић (Стручни сарадник на пројекту) под надзором др Дубравке Николић (Археолошка збирка, Филозофски факултет, Београд).

### Опис пројекта
Благотин је у стручној археолошкој јавности познат као један од најзначајнијих и хронолошки најранијих неолитских локалитета који сведоче о животу првих земљорадника који су се населили на подручју данашње Србије. Стуктуре и предмети пронађени током ископавања помажу нам у реконструкцији разних аспеката свакодневног живота неолитских становника овог насеља. Поред предмета за свакодневну употребу, нађени су и култни предмети међу којима се истичу две велике фигурине пронађене у јами у оквиру једног од објеката. Управо ове фигурине су и симбол локалитета Благотин и њихов заштитни знак, како у нашој земљи, тако и у иностранству. Поред њиховог култног и симболичког значаја, оне нам могу помоћи да боље схватимо технологију израде фигурина у раном неолиту централног Балкана. Један од аспеката истраживања који се практикују у оквиру савремене археологије је експериментална археологија где реконструкцијом процеса израде предмета и структура проверавамо претпоставке до којих смо дошли различитим научним методима.
Поменуте фигурине се чувају у Археолошкој збирци Филозофског факултета у Београду, која је учествовала у ископавању локалитета Благотин. Будући да у Музејској збирци Народног универзитета у Трстенику тренутно не постоје одговарајући услови за њихово дуготрајно чување, а с обзиром на њихову непроцењиву културну вредност, постоји потреба за копијама које би биле изложене у Музејској збирци у Трстенику, како би се локално становништво могло упознати са културним наслеђем свога краја, што би и представљало главни циљ пројекта. На тај начин се, поред популаризације археологије и културне баштине трстеничког краја, указује прилика за спровођење важног научног експеримента, којим би се допринело проучавању старчевачке културе, где међу најзначајнија насеља спада и локалитет Благотин. Овакви пројекти поред осталог имају за циљ обогаћивање туристичке понуде и едукације локалне заједнице.

### Методе и начин реализације
Експериментална археологија се као приступ у проучавању људске прошлости, у свету користи већ више од 60 година, док се код нас она убрзано развија последњих година. Експериментална археологија, поред тога што нам може рећи како су предмети или структуре направљени и коришћени, служи и како би се шира јавност, на једноставан, пластичан и забаван начин упознала са археолошким материјалом. У Европи и свету постоје многобројни археолошки паркови и музеји на отвореном у којима се експериментална археологија првенствено користи у служби едукације младих и популаризације различитих археолошких локалитета и култура. У случају овог пројекта, експериментално би се правиле реплике фигурина, на основу фотографија, приближно оригиналних димензија, користећи оригиналне материјале (глину и плеву) и биле би печене на аутентични неолитски начин (на отвореној ватри). Искуство стручног тима на пољу експерименталне археологије ће бити од пресудног значаја за брзу и успешну реализацију пројекта.
Пројекат се може поделити у пет главних фаза које су биле реализоване током 2014. године.
Фаза I – У првој фази би били прикупљани и анализирани подаци из стручне публиковане литературе о експериментима, фигуринама и технологији израде предмета од глине.
Фаза II – У другој фази пројекта, оригинали фигурина би били премерени и детаљно фотографисани, како би копије биле што прецизније направљене. У овој фази би такође били израђени виртуелни тродимензионални модели фигурина, који ће би били представљени и на изложби.
Фаза III – У трећој фази би се приступило набавци материјала, изради и печењу реплика. Фото и видео документација која би пратила овај пројекат, би била коришћена на изложби у сврху илустровања експеримента.
Фаза IV – Ова фаза би се односила на систематизацију документације и припрему изложбе, паноа, легенди и каталога.
Фаза V – Последња фаза представља саму изложбу, која би трајала минимум две недеље, а поставка би се налазила у изложбеној галерији Музејске збирке Трстеник. Цео догађај би био медијски пропраћен, што би допринело популаризацији културне баштине.

### Циљ пројекта
Циљ пројекта је био израда реплика две фигурине са ранонеолитског локалитета Благотин, њихова презентација и излагање у изложбеној галерији Музејске збирке Народног универзитета у Трстенику. Због ризика од оштећења није било пожељно узимање отисака, те су фигурине биле израђене моделовањем као део експеримента, како би се добио максималан број података о технологији њихове конструкције. Поред израде реплика и њиховог излагања у оквиру Музејске збирке, циљ је направити изложбу засновану на садржају и резултатима експеримента, праћену каталогом и виртуалном тродимензионалном реконструкцијом предмета. Самим тим се посетиоцима изложбе представљају методе које археолози користе како би реконструисали процесе моделовања и израде предмете, популаризујући саму науку, али и културно наслеђе општине Трстеник.

### Циљна група којој је пројекат намењен
Циљна група пројекта су сви посетиоци изложбене галерије Музејске збирке у Трстенику, дакле, појединци, организоване групе, како из Србије, али и из иностранства. Поред посетилаца, овај пројекат би био веома занимљив и користан свим археолозима, или особама које се посебно интересују за ову науку. Пре свега, овај пројекат је намењен локалном становништву, како би се упознали са праисторијом свога краја и културним наслеђем на које могу бити веома поносни.

### Одрживост пројекта
Одрживост пројекта се огледа у чињеници јер су резултати ових истраживања по завршетку експеримента бити саставни део актуелне поставке Музејске збирке. Такође, ток експеримента заједно са резултатима су били каталошки обрађени и презентовани на изложби која ће обрадити неолитско налазиште Благотин излагањем експоната, фотографија и одговарајућих легенди са пратећим текстовима.
Одрживост пројекта се огледа и у чињеници да Музејска збирка Трстеник постоји три деценије у оквиру Народног универзитета Трстеник (институције која постоји преко пола века) и да су и подносилац пројекта (Народни универзитет Трстеник) заједно са Туристичком организацијом општине Трстеник и Општина Трстеник заинтересовани за обнављање археолошких ископавања и истраживања локалитета Благотин.

### Значај пројекта за установу, локалну заједницу или шире
Излагањем реплика благотинских фигурина Музеј Трстеник ће добити бренд препознатљив не само у локалној заједници, већ и у Републици и региону.
Експеримент неолитске фигурине је на један атрактиван начин привукао бројну публику и стручну заинтересовану јавност, и поново пробудио интересовање за наставак истраживања на локалитету Благотин. Публикацијом експеримента и целокупног пројекта, као и излагањем реплика фигурина у оквиру изложбе, која је била реализована након експеримента у изложбеној галерији Музејске збирке Трстеник, учињен је још један корак ка презентацији археолошког културног наслеђа.